# Крістофер Джеймс Кемпбелл
Крістофер Джеймс Ке́мпбелл — доброволець, ветеран армії США. Учасник російсько-української війни.

## Життєпис
27 років. Був ветераном з великим досвідом військової служби, прослужив п'ять років в Іраку та Кувейті у 82-й повітряно-десантній дивізії США.
Навесні 2022 року покинув навчання у Сполучених Штатах та продав свої речі. З початком бойових дій в Україні, став на захист України та воював проти російських окупантів спочатку в складі ССО «Азов», а потім продовжив свою службу в Іноземному легіоні. Його досвід та відданість справі були безцінними для побратимів.
Окрім служби в іноземному легіоні, Крістофер долучився до волонтерського руху в Україні, був членом волонтерського громадського руху «Вільні». Допомагав та ділився досвідом. Був нареченим дочки відомого українського режисера Олеся Саніна — Іванни Саніної

## Загибель
Іванна Саніна бачила Крістофера за два дні до його загибелі у Харкові, коли він мав нетривалий перепочинок.
Загинув у Бахмуті. За його останнім бажанням, Кріса поховали в Україні, країні, яку він любив і де знайшов своє кохання, за яку віддав своє життя.
Похований на київському цвинтарі, заповідав він сам. Його мати дивилася трансляцію церемонії прощання із власного дому у Флориді, погодившись із офіційними застереженнями Сполучених Штатів щодо відвідин України.
Мріяв після війни купити ферму в горах і «бути з коханням всього свого життя».